# San Pellegrino Terme

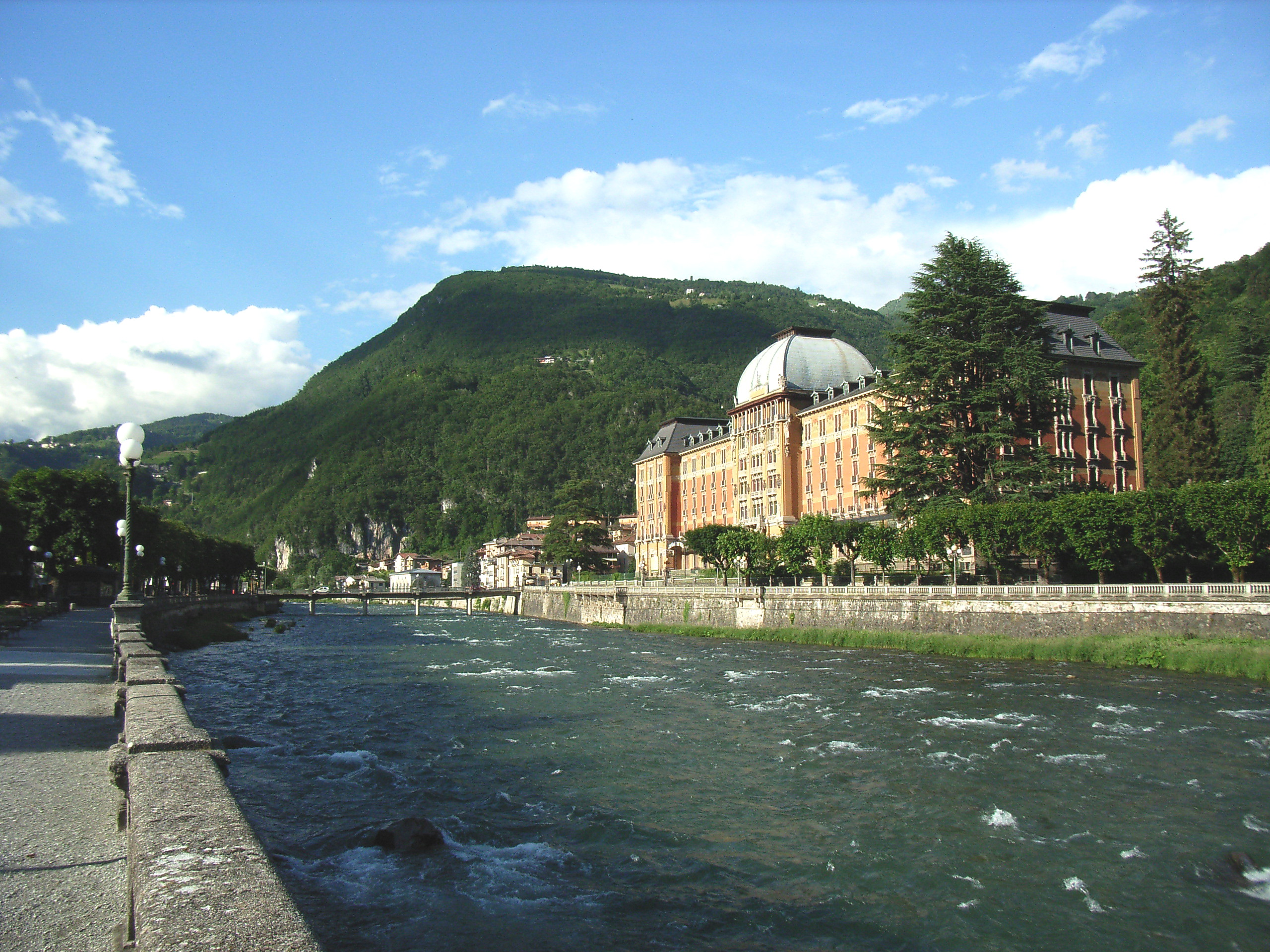
Grand Hotel ở San Pellegrino Terme

San Pellegrino Terme là một đô thị ở tỉnh Bergamo, vùng Lombardia, Italia. Đô thị này có diện tích 22 km2, dân số năm 2019 là 4790 người. San Pellegrino Terme tọa lạc tại Val Brembana, đây là địa điểm của công ty nước giải khát San Pellegrino, nơi sản xuất nước khoáng có ga.
Các đơn vị dân cư: Algua, Bracca, Dossena, San Giovanni Bianco, Serina, Val Brembilla, Zogno.